# Ингеборг Ериксдатер
Ингеборг Ериксдатер (на датски: Ingebjørg Eriksdatter, на норвежки: Ingeborg Eriksdatter; * 1244; † 1287) е датска принцеса и кралица на Норвегия.

## Биография
Дъщеря е на крал Ерик IV Датски и на Юта Саксонска. Ингеборг е едва шестгодишна, когато баща ѝ е убит, а майка ѝ се връща в Саксония и се омъжва повторно. По-голямата част от детството си Ингеборг заедно с трите си сестри прекарва в двора на чичо си крал Кристофер I Датски.
След като била уговорена сватбата ѝ с принц Магнус VI Лагабьоте, тя пристига в Тьонсберг на 28 юли 1261 г., а на 11 септември същата година в Берген се състои самата сватбена церемония. През 1263 г. крал Хокон IV Хоконсон внезапно умира, докато води корабите си към Хебридските острови за битка с шотландския крал и съпругът ѝ Магнус Лагабьоте наследява норвежкия трон.
Ингеборг ражда четирима синове, от които първите двама Олаф и Магнус умират още в детска възраст, но следващите двама последователно стават крале на Норвегия – Ейрик II Магнусон през 1280 – 1299 г. и Хокон V Магнусон през 1299 – 1319 г.
През 1280 г. Ингеборг остава вдовица. Умира ок. 26 март 1287 г. в Берген.